# Foggita
La foggita és un mineral de la classe dels fosfats. Rep el seu nom de Forrest F. Fogg (1920-), col·leccionista de minerals de Penacook (Nou Hampshire, Estats Units), qui va proporcionar el primer material per al seu estudi.

## Característiques
La foggita és un fosfat de fórmula química CaAl(PO₄)(OH)₂·H₂O. Va ser aprovada com a espècie vàlida per l'Associació Mineralògica Internacional l'any 1973. Cristal·litza en el sistema ortoròmbic.
Segons la classificació de Nickel-Strunz, la foggita pertany a «08.DL - Fosfats, etc, amb cations de mida mitjana i gran, (OH, etc.):RO₄ = 2:1» juntament amb els següents minerals: cyrilovita, mil·lisita, wardita, agardita-(Nd), agardita-(Y), agardita-(Ce), agardita-(La), goudeyita, mixita, petersita-(Y), zalesiïta, plumboagardita, calciopetersita, cheremnykhita, dugganita, kuksita, wallkilldellita-(Mn), wallkilldellita-(Fe) i angastonita.

## Formació i jaciments
Va ser descoberta l'any 1973 a la mina Palermo No. 1, a Groton, al comtat de Grafton (Nou Hampshire, Estats Units). També ha estat descrita a Sinterklaas Bay (Curaçao) i a la mina Cioclovina, a Boșorod (Romania). Sol trobar-se associada a altres minerals com: carbonatoapatita, childrenita, whitlockita, montebrasita, siderita i quars.